# Thurston Point
Thurston Point is een kaap op het eiland Taveuni in Fiji. Het is het meest oostelijke punt van het eiland en is vernoemd naar John Bates Thurston die van 1888 tot 1897 Brits gouverneur van Fiji was. Ten oosten van de kaap liggen de eilanden Qamea, Laucala en Matagi.